# Percy Heath
Percy Heath (Wilmington, 30 aprile 1923 – Southampton, 28 aprile 2005) è stato un contrabbassista jazz statunitense, noto soprattutto per essere stato, per più di quarant'anni, il bassista del Modern Jazz Quartet.
Era il fratello del sassofonista Jimmy Heath e del batterista Albert Heath, con cui formò gli Heath Brothers nel 1975. Heath lavorò anche con Miles Davis, Dizzy Gillespie, Charlie Parker, Wes Montgomery e Thelonious Monk. A 81 anni pubblicò il suo primo album come bandleader per la Daddy Jazz intitolato A Love Song, con Albert Heath alla batteria, Peter Washington al contrabbasso e Jeb Patton al pianoforte; l'album ebbe ottime recensioni e fu la trionfale conclusione della sua illustre carriera.
Heath era nato a Wilmington, Carolina del Nord e passò la sua infanzia a Filadelfia. Suo padre suonava il clarinetto e la madre cantava nel coro della chiesa. A 8 anni Percy intraprese lo studio del violino e iniziò a cantare. Nel 1944 fu arruolato nell'esercito anche se non fu mai mandato al fronte.
Dopo la guerra, avendo deciso di intraprendere la carriera musicale, comprò un contrabbasso e s'iscrisse alla Granoff School of Music di Filadelfia. Poco dopo iniziò a suonare nei jazz club della città assieme ai musicisti più importanti della scena locale. Trasferitisi a New York alla fine degli anni quaranta, Percy e Jimmy Heath entrarono a far parte della formazione di Dizzy Gillespie.
Alcuni membri del gruppo di Dizzy, John Lewis, Kenny Clarke, Milt Jackson, e Ray Brown, decisero di formare un quartetto che sarebbe divenuto il Modern Jazz Quartet. Quando Ray Brown se ne andò per unirsi all'orchestra della moglie, Ella Fitzgerald, Percy Heath lo sostituì e la formazione debuttò ufficialmente nel 1952. Il MJQ sarebbe rimasto unito fino al 1974.
Nel 1975, Percy e i suoi fratelli formarono gli Heath Brothers col pianista Stanley Cowell. Con questo gruppo Percy prese talvolta a suonare il violoncello.
Morì due giorni prima del suo ottantaduesimo compleanno, a causa di un cancro, a Southampton, nello Stato di New York.